# Тюркология
Тюрколо́гията е научна област, изучаваща тюркските езици и литературата на тях и културата на тюркските народи и страни.
Това е предимно филологическа дисциплина, която се занимава с изучаването на тюркските езици и литература, но също и със свързаните области – фолклор, етнография, религия, духовна и материална култура, история и т.н. на тюркските народи в миналото, настоящето и бъдещето, доколкото под понятието тюрки се обхващат и нееднородни етноси, населяващи обширни територии в Евразия. Сред известните български тюрколози се нареждат проф. Емил Боев, проф. Иван Добрев, проф. д-р Ирина Саръиванова и проф. д-р Милена Йорданова.